# Eilema lamprocraspes
Eilema lamprocraspes är en fjärilsart som beskrevs av George Francis Hampson 1914. Eilema lamprocraspes ingår i släktet Eilema och familjen björnspinnare. Inga underarter finns listade i Catalogue of Life.